# 新飯田村
新飯田村（にいだむら）は、かつて新潟県中蒲原郡にあった村。1955年3月31日の新設合併によって消滅し、現在は新潟市南区の一部となっている。
以下の記述は合併直前当時の旧新飯田村に関しての記述であり、現在では名称等が異なる場合がある。なお、ここに記述されていない内容に関しては新潟市などの記事を参照。

## 歴史
開発年代は不明。はじめは新発田藩領。1610年（慶長15年）に沢海藩領。1687年（貞享4年）に幕府領となり、1707年（宝永4年）に旗本小浜氏知行となる。1868年（明治元年）に新飯田村新田を合併。
新飯田村新田（にいだむらしんでん）
江戸時代から1868年（明治元年）の新田。中ノ口川右岸に位置する。1852年（嘉永5年）に新飯田村の区域内で開発されて成立。

### 沿革
- 1889年（明治22年）4月1日 - 町村制施行に伴い中蒲原郡新飯田、新飯田村、上飯田が村制施行し、新飯田村が発足。
- 1955年（昭和30年）3月31日 - 中蒲原郡白根町、庄瀬村、臼井村、大郷村、鷲巻村、根岸村、小林村、茨曽根村と合併し、白根町を新設して消滅。

## 地域
合併を行わないで発足した村であるため、大字は編成していない。当時の村域は現在の新潟市南区新飯田に該当する。

## 学校

### 小学校
- 新飯田村立新飯田小学校

### 中学校
- 新飯田村立新飯田中学校　※現在は廃校となった。